# Ed Banger Records
A Ed Banger Records é uma gravadora francesa de música eletrônica comandada por Pedro Winter (ex-empresário de Daft Punk e de Cassius). Foi fundada em 2002 sobre a divisão da Headbangers Entertainment. O selo contém artistas como Justice, SebastiAn, Uffie, Krazy Baldhead, DJ Mehdi, Mr Oizo, Mr Flash, Vicarious Bliss, So Me, Feadz, DSL, Mickey Moonlight, Breakbot e o próprio Pedro, como Busy P. Todos o aspecto visual e gráfico do selo é criado por So Me.
O selo começou a ganhar visibilidade em 2007, quando Justice e Uffie estouraram para o mundo inteiro.

## Discografia
| Ed Banger Records    | Ed Banger Records                       | Ed Banger Records            | Ed Banger Records      | Ed Banger Records |
| Data de lançamento   | Artista                                 | Título                       | Formato                | Catálogo          |
| -------------------- | --------------------------------------- | ---------------------------- | ---------------------- | ----------------- |
| 21 de março 2003     | Mr Flash / A Bass Day                   | Radar Rider / F.I.S.T split  | (12")                  | ED 001            |
| 23 de setembro 2003  | Justice vs Simian & Gambit/Espion       | Never Be Alone               | (12")                  | ED 002            |
| 23 de fevereiro 2005 | Vicarious Bliss                         | Theme From Vicarious Bliss   | 12"                    | ED 003            |
| 9 de julho 2005      | Krazy Baldhead                          | Bills Break                  | 12"                    | ED 004            |
| 18 de fevereiro 2005 | Mr Flash                                | Monsieur Sexe                | CD                     | EDCD 001          |
| 14 de setembro 2005  | Justice                                 | Waters Of Nazareth           | 12"                    | ED 005            |
| 11 de março 2005     | SebastiAn                               | Smoking Kills                | 12"                    | ED 006            |
| 14 de outubro 2005   | SebastiAn / Krazy Baldhead              | Hal / Time.Period            | 7"                     | LTED 002          |
| 2 de dezembro 2005   | Zongamin                                | Bongo Song                   | 12"                    | ED 007            |
| 27 de fevereiro 2006 | Uffie                                   | Pop the Glock / Ready to Uff | 12"                    | ED 008            |
| 28 April 2006        | Justice                                 | Waters Of Nazareth           | 12"                    | BEC 577200        |
| 29 de abril 2006     | Justice                                 | Waters Of Nazareth           | CD Single com 6 faixas | BEC 5772007       |
| 25 de maio 2006      | DJ Mehdi                                | I Am Somebody                | 12"                    | ED 009            |
| 6 de julho 2006      | Mr Flash part. TTC                      | Champions                    | 12"                    | ED 010            |
| 1 de setembro 2006   | SebastiAn                               | Ross Ross Ross               | 12"                    | ED 011            |
| 9 de novembro 2006   | DJ Mehdi                                | Lucky Boy                    | LP                     | 6143676           |
| 6 de dezembro 2006   | Various                                 | Ed Rec Vol. 1                | mixed CD               | .                 |
| 6 de dezembro 2006   | Various                                 | Ed Rec Vol. 1                | 2xLP                   | .                 |
| 30 de novembro 2007  | DJ Mehdi                                | Lucky Boy                    | CD                     | 3117172           |
| 30 de novembro 2007  | DJ Mehdi                                | Lucky Boy                    | LP                     | .                 |
| 1 de dezembro 2007   | Uffie                                   | Hot Chick / In Charge        | 12"                    | ED 012            |
| 11 de janeiro 2007   | Krazy Baldhead                          | Dry Guillotine EP            | 12"                    | ED 013            |
| 26 de janeiro 2007   | Justice                                 | Phantom                      | etched 12"             | ED 014ADV         |
| 2 de março 2007      | Busy P                                  | Rainbow Man                  | 12"                    | ED 014            |
| 14 de março 2007     | DJ Mehdi                                | Lucky Girl EP                | 12"                    | ED 015            |
| 16 de março 2007     | Vários                                  | Ed Rec Vol. 2                | CD mixado              | BEC 5772081       |
| 17 de março 2007     | Vários                                  | Ed Rec Vol. 2                | 2xLP                   | BEC 5772082       |
| 4 de maio 2007       | DJ Mehdi                                | Lucky Boy At Night           | CD                     | BEC 5772085       |
| 4 de maio 2007       | Justice                                 | Dance                        | 12"                    | ED 017            |
| 8 de junho 2007      | Mr Oizo                                 | Transexual                   | 12"                    | ED 016            |
| 9 de junho 2007      | Justice                                 | D.A.N.C.E.                   | 7"                     | BEC 5772111       |
| 9 de junho 2007      | Justice                                 | D.A.N.C.E.                   | CD single              | BEC 5772072       |
| 16 de junho 2007     | Justice                                 | †                            | CD                     | BEC 5772108       |
| 16 de junho 2007     | Justice                                 | †                            | limited CD             | BEC 5772109       |
| 22 de junho 2007     | Justice                                 | †                            | 2xLP                   | BEC 5772110       |
| 29 de junho 2007     | Uffie                                   | First Love                   | 12"                    | ED 018            |
| 27 de julho 2007     | Justice                                 | D.A.N.C.E. (Remixes)         | 12"                    | ED 019            |
| 12 de outubro 2007   | SebastiAn                               | Walkman (Re-Edit)            | 12"                    | BEC 5772152       |
| 3 de novembro 2007   | Justice                                 | D.A.N.C.E.                   | CD single              | BEC 5772162       |
| 3 November 2007      | Sébastien Tellier / Mr Oizo / SebastiAn | Steak Trilha Sonora          | CD                     | BEC 5772112       |
| 28 de novembro 2007  | Justice                                 | Phantom                      | 12"                    | BEC 5772169       |
| 29 de fevereiro 2008 | DSL                                     | Invaders                     | 12"                    | ED 020            |
| 19 de março 2008     | Feadz                                   | Happy Meal EP                | 12"                    | ED 021            |
| 16 de abril 2008     | Justice                                 | DVNO                         | 12"                    | ED 023            |
| 30 de abril 2008     | SebastiAn                               | Motor                        | 12"                    | ED 022            |
| 2 de junho 2008      | Vários                                  | Ed Rec Vol. 3                | 2xLP                   | BEC 5772324       |
| 6 de junho 2008      | Vários                                  | Ed Rec Vol. 3                | CD Mix                 | BEC 5772323       |
| 20 de junho 2008     | Vários                                  | Ed Rec Vol. 3                | 6xLP                   | BEC 5772338       |
| 4 de julho 2008      | Busy P                                  | Pedrophilia                  | 12" picture disc       | ED 024            |
| 8 de Setembro 2008   | Mickey Moonlight                        | Interplanetary Music         | 12"                    | ED 025            |